# Claudia Kleiber
Claudia Kleiber (* 2. September 1965) ist eine deutsche Synchronsprecherin und Schauspielerin.

## Leben
Claudia Kleiber ist die Tochter des Schauspielers Erich Kleiber. Bereits im Alter von elf Jahren spielte sie an der Seite ihres Bruders Clemens Kleiber (1967–1998) in der Kinder-Serie Das Haus mit der Nr. 30 das Mädchen Claudia. In ihrem späteren Berufsleben wurde sie überwiegend als Synchronsprecherin tätig.

## Filmografie (Auswahl)
- 1975: Das feuerrote Spielmobil (Fernsehserie, 1 Folge)
- 1977–1978: Das feuerrote Spielmobil – Das Haus mit der Nr. 30 (Fernsehserie, 20 Folgen)
- 1993–1996: Chiemgauer Volkstheater (2 Folgen)
- 1997: Die Superbullen (Fernsehfilm)
- 2001: Und morgen Italien (Fernsehfilm)

### Synchronrollen (Auswahl)
Courtney Thorne-Smith
- 1992–1997: Melrose Place: als Alison Parker-Armstrong-Hanson
- 1997–2002: Ally McBeal: als Georgia Thomas
- 2001–2009: Immer wieder Jim: als Cheryl Mabel
- 2010–2015: Two and a Half Men: als Lyndsey McElroy

#### Filme
- 1996: Bound – Gefesselt: Gina Gershon als Corky
- 1996: Eine tödliche Blondine: Talisa Soto als Susan Taylor
- 1998: Blade: Traci Lords als Racquel
- 1999: Auf schlimmer und ewig: Faith Salie als Caitlin Blackpool
- 2001: Die fabelhafte Welt der Amélie: Clotilde Mollet als Gina
- 2009: El Superbeasto: Rosario Dawson als Velvet von Black
- 2011: Bad Teacher: Molly Shannon als Melody Tiara
- 2018: Game Night: Sharon Horgan als Sarah

#### Serien
- 1986–1988: Nachbarn: Kylie Minogue als Charlene Mitchell/Robinson
- 1992–1994: Eine schrecklich nette Familie: diverse
- 1994–2000: Law & Order: diverse
- 1995–1999: Caroline in the City: diverse
- 2006–2015: Lewis – Der Oxford Krimi: Clare Holman als Dr. Laura Hobson
- 2009–2011: Being Erica – Alles auf Anfang: Joanne Vannicola als Dr. Naadiah
- 2011–2016: American Horror Story: Christine Estabrook als Marcy
- 2012–2013: Touch: Roxana Brusso als Sheri Strepling
- 2016: Chance: LisaGay Hamilton als Suzanne Silver
- 2019, 2022, 2023: Navy CIS für Megan Gallagher als Jennifer Leo und für Brigid Walsh als Constance Miller

## Hörspiele
- 1990: EUROPA-Serie: Computer-Kids (als Alice) – Regie: Heikedine Körting[2]
- 1990: Judith Steinbacher, Elke Wendt-Kummer: Lebn' sollst Maria! Ein ländliches Drama. Bayerische Szene (Affra, Küchenhilfe) – Regie: Wolf Euba (BR)